# Campbell (Florida)
Campbell es un lugar designado por el censo ubicado en el condado de Osceola en el estado estadounidense de Florida. En el Censo de 2010 tenía una población de 2.479 habitantes y una densidad poblacional de 499,03 personas por km².

## Geografía
Campbell se encuentra ubicado en las coordenadas 28°15′34″N 81°27′3″O / 28.25944, -81.45083. Según la Oficina del Censo de los Estados Unidos, Campbell tiene una superficie total de 4.97 km², de la cual 4.92 km² corresponden a tierra firme y (0.94%) 0.05 km² es agua.

## Demografía
Según el censo de 2010, había 2.479 personas residiendo en Campbell. La densidad de población era de 499,03 hab./km². De los 2.479 habitantes, Campbell estaba compuesto por el 90.32% blancos, el 2.26% eran afroamericanos, el 0.24% eran amerindios, el 1.37% eran asiáticos, el 0.04% eran isleños del Pacífico, el 3.51% eran de otras razas y el 2.26% pertenecían a dos o más razas. Del total de la población el 15.53% eran hispanos o latinos de cualquier raza.